# Thvilikt og annad eins
Þvílíkt og annað eins is de IJslandse naam van het derde album van de IJslandse funk-/fusion-band Mezzoforte uit 1981. Het album is opgenomen in Nova Suite in Londen in 1981 en is geproduceerd door Simon Heyworth. Het album werd alleen uitgebracht in IJsland, voorzien van de cover van het vierde album Surprise Surprise dat het jaar daarop volgde en hun internationale doorbraak betekende. De Engelse naam van het album is Dreamland van het gelijknamige nummer dat ook op single verscheen, maar onder die titel is het tot op heden niet op cd uitgebracht. De tracks zijn zowel voorzien van IJslandse als Engelse titels. Op de nummers Modestly Optimistic en Pay Your Licence na zijn de tracks van dit album ook te vinden op het verzamelalbum Catching up with Mezzoforte, welke in 1984 verscheen, zowel op plaat als op cd.

## Tracks
1. "Uppstúf"/Rise and Shine
2. "Þvílíkt og annað eins"/Surprise
3. "Sykur og sætindi"/Sugar and Sweets
4. "Með mátulega hóflegri bjartsýni"/Modestly Optimistic
5. "Greiðið afnotagjöldin"/Pay Your Licence
6. "Ferðin til draumalandsins"/Dreamland
7. "Fagurgali"/Sweet Nothings
8. "Freðýsufönk"/Funky Fish Fillet
9. "Gæsaræll"/Goosebumps

## Bezetting

### Vaste bandleden
- Friðrik Karlsson - gitaar
- Eyþór Gunnarsson - toetsen
- Jóhann Ásmundsson - basgitaar
- Gulli Briem - drums, percussie
- Björn Thorarensen - toetsen

### Gastmuzikanten
- Ron Aspery - saxofoon
- Louis Jardim - percussie